# Super Strong Machine
Super Strong Machine, pseudonimo di Junji Hirata (平田 淳嗣?, Hirata Junji; Hiratsuka, 20 dicembre 1956), è un ex wrestler giapponese.
Ha lottato per la maggior parte della sua carriera nella New Japan Pro-Wrestling. Come lottatore ha adottato diversi pseudonimi. Tra questi quello con cui ha avuto maggior successo ed è noto a livello internazionale è  Super Strong Machine.
La notorietà del suo personaggio gli ha valso un certo numero di imitazioni come tributo alla sua persona.

## Carriera
Debutta nella New Japan Pro-Wrestling il 26 agosto 1978 in un incontro contro Yoshiaki Fujiwara.
Nel novembre del 1982 viene inviato, come consuetudine, dalla sua federazione all'estero per affinare il proprio personaggio e le proprie abilità.
Le mete scelte sono il Messico ed il Canada
Nella canadese Stampede Wrestling di Stu Hart utilizza dapprima personaggi basati sulla cultura pellerossa, quali Sonny Two Rivers e Billy Two Eagles, per poi creare il suo personaggio più famoso e popolare, Super Strong Machine (letteralmente "Macchina Super Forte").
La popolarità dello stesso gli vale un'imitazione-tributo compiuta nella statunitense World Wrestling Federation, che vide coinvolti per alcuni mesi nella cosiddetta stable dei "Machines" personaggi del calibro di Hulk Hogan ed André the Giant.
Dopo un breve periodo nella All Japan Pro Wrestling nel 1986, l'anno successivo ritorna alla federazione d'origine, dove ottiene un notevole successo nella categoria di coppia e buoni risultati nei tornei.
Tra il 1994 ed il 2000 si esibisce sotto il suo vero nome.
Tornato a lottare come Super Strong Machine si schiera con i cattivi della NJPW sotto il nome di Black Strong Machine ("Macchina forte oscura") e poi torna a recitare il ruolo del face nella AJPW, come  Super Love Machine ("Forte macchina dell'amore").
Si ritira dal ring nel 2018. In suo onore, il 19 giugno si tiene la sua cerimonia di ritiro presso la Korakuen Hall, alla quale partecipano molti suoi colleghi.

## Titoli e riconoscimenti
- All Japan Pro Wrestling
  - AJPW All Asia Tag Team Championship con Ashura Hara

- New Japan Pro-Wrestling
  - IWGP Tag Team Championship (3 volte) con George Takano (1), Hiro Saito (1) e Shinya Hashimoto (1)

- Stampede Wrestling
  - Stampede British Commonwealth Mid-Heavyweight Championship (1)

- Pro Wrestling Illustrated
  - 105º tra i 500 miglior lottatori dall'anno nella classifica PWI 500 nel 1997[2]